# Bogemanska villan

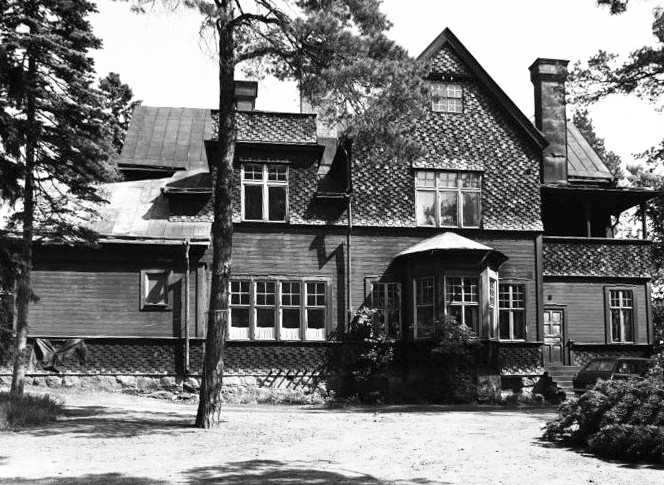
Bogemanska villan 1964.

Bogemanska villan var en privatvilla vid nuvarande Ringvägen 74 i Saltsjöbaden, Nacka kommun. Villan uppfördes omkring 1896 för industriidkaren och konstsamlaren Carl Robert Lamm. En senare ägare var familjen Bogeman som gav villan sitt namn. Villan revs på 1960-talet. På platsen finns idag några radhuslängor.

## Allmänt

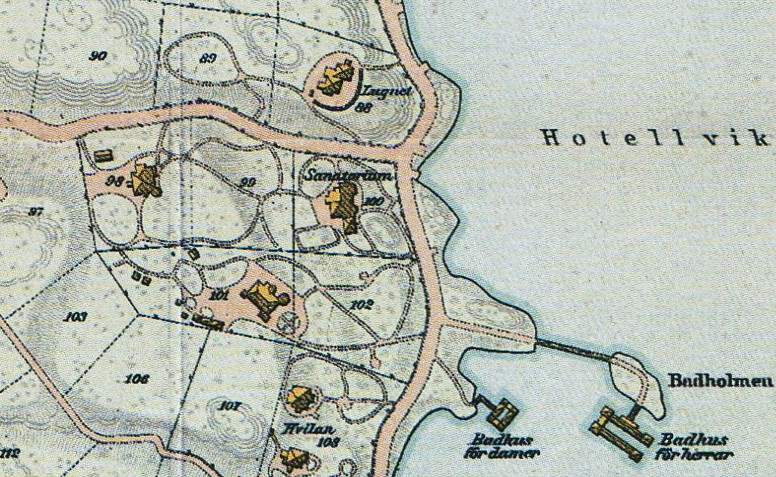
Del av H.M. Kruuses karta, 1896.

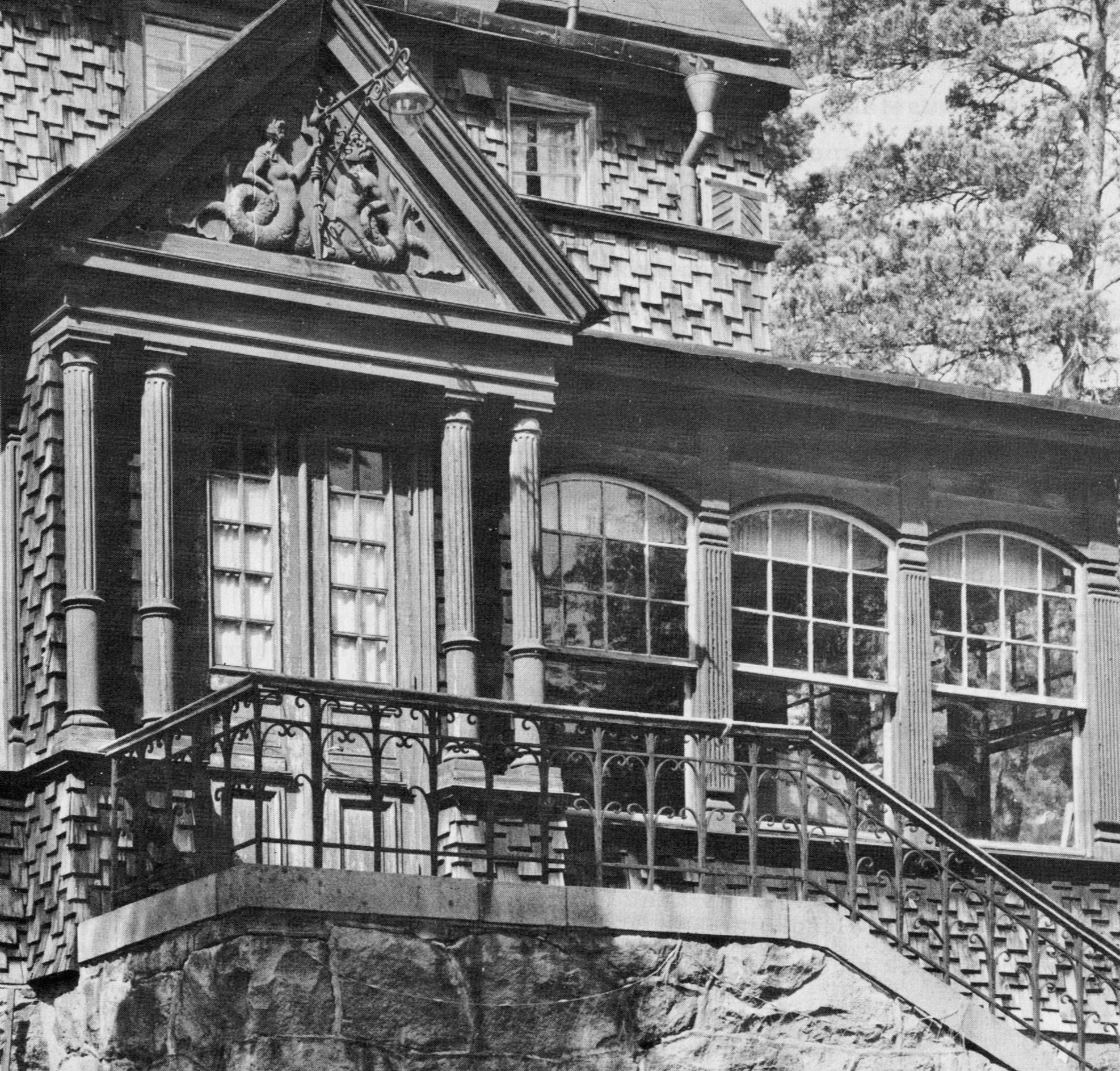
Villans veranda.

Där Ringvägen möter Saltsjöpromenaden uppfördes mellan 1892 och 1896 en grupp om fyra villor: Villa Lugnet (arkitekt Ferdinand Boberg), Malmska villan (arkitekt: Edward Ohlsson), Barnekowska villan (arkitekt okänd) och så Bogemanska villan, vars arkitekt inte heller är känd. Idag finns bara Villa Lugnet kvar, mera känd under namnet ”Grünewaldvillan”.
Av H.M. Kruuses karta över Saltsjöbaden från 1896 framgår att Malmska, Barnekowska och Bogemanska hade stor gemensam, parkliknande trädgård med slingrande vägar. Nedanför låg Hotellviken med badhus för herrar och damer.

## Villan
Bogemanska villan påminde i typ om Grünewaldvillan och Villa Sjötäppan i Neglinge men hade inget torn. 1896 var villans ägare Carl Robert Lamm, han var direktör för Ludwigsbergs Verkstads AB i Stockholm och hade sin huvudbostad där. Villan i Saltsjöbaden var tänkt som sommarhus och förmodligen var Lamm byggherre eftersom bokstaven ”L” finns inarbetat i husets fasaddekor.
Liksom Sjötäppan var Lamms villa väl tilltagen med 16 rum. I bottenvåningen låg en central placerad hall runt vilken övriga rum anordnats. Till inredning hörde kakelugnar och en stor öppen spis i hallen. Fasaderna hade mörkbrun kulör och var fjällklädda. Bottenvåningens fönster och dörrar inramades av klassiserande kolonner och pilaster. Ett formgrepp som var vanligt i Amerika, men inte i Saltsjöbaden. Gavelröstena var prydda med reliefer visande havs- och växtmotiv. På tomten låg även en trädgårdsmästarbostad, ett orangeri och en fjällklädd hundkoja som gick i villans stil.
Efter 1906 beboddes villan av grevinnan Anna Bogeman, född Stackelberg och gift med godsägaren Carl Gustaf Bogeman (1884-1932). 1907 utfördes en del ombyggnader efter ritningar av arkitekt Ernst Stenhammar. Anna Bogeman bodde kvar i huset fram till sin död i juni 1946.
Området för Malmska, Barnekowska och Bogemanska villorna stadsplanerades 1961-62 av arkitekterna Lennart Tham och Göran Sidenbladh. Marken styckades i ett 30-tal fastigheter, huvudsakligen avsedda för bebyggelse med radhus. Därefter revs villorna och nuvarande radhusbebyggelse uppfördes av J&W och Platzer.

## Interiörbilder
Bildserien togs 1962 i dokumentariskt syfte av musimannen och fotografen Alf Nordström innan rivningen av villan.

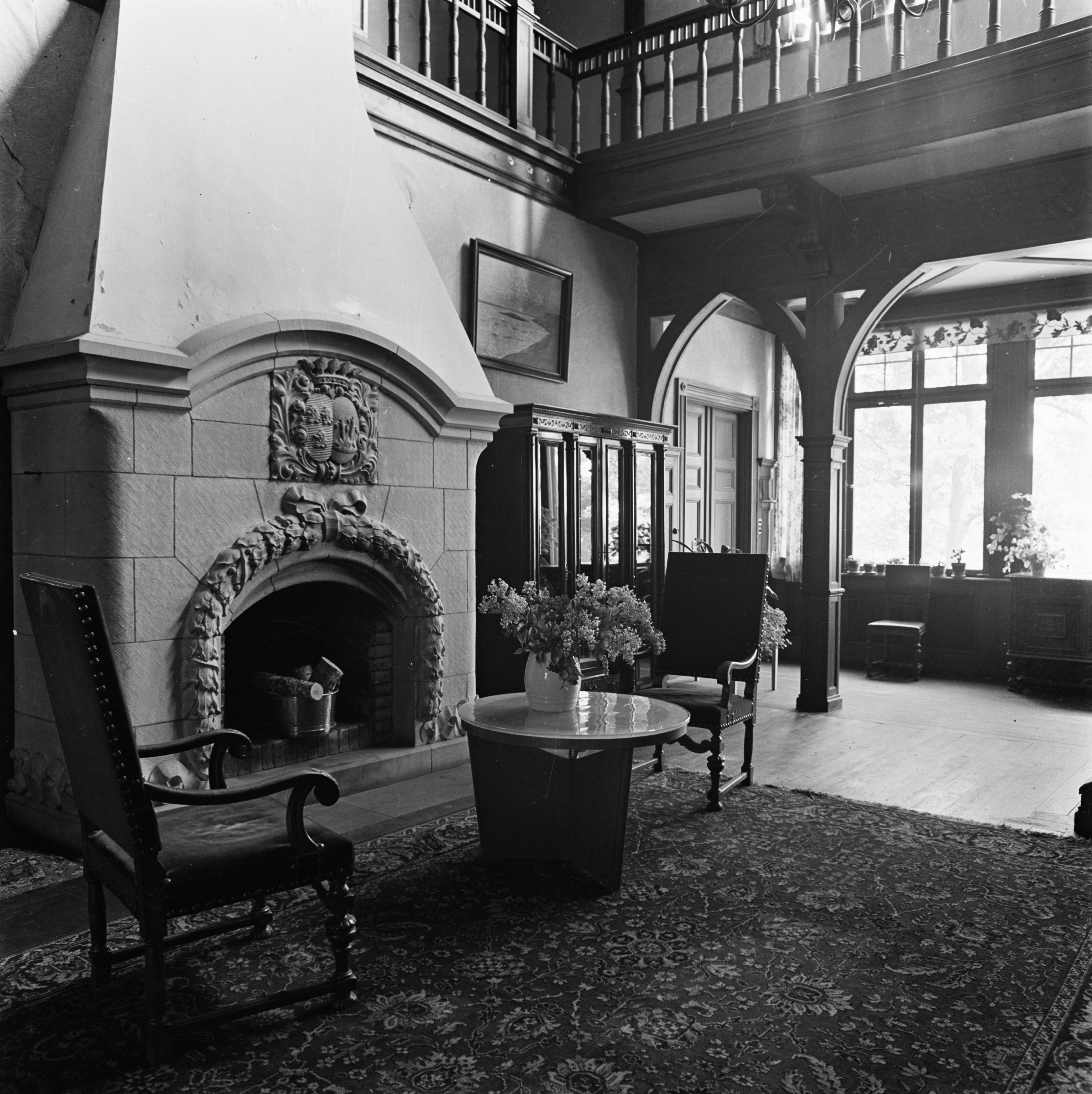
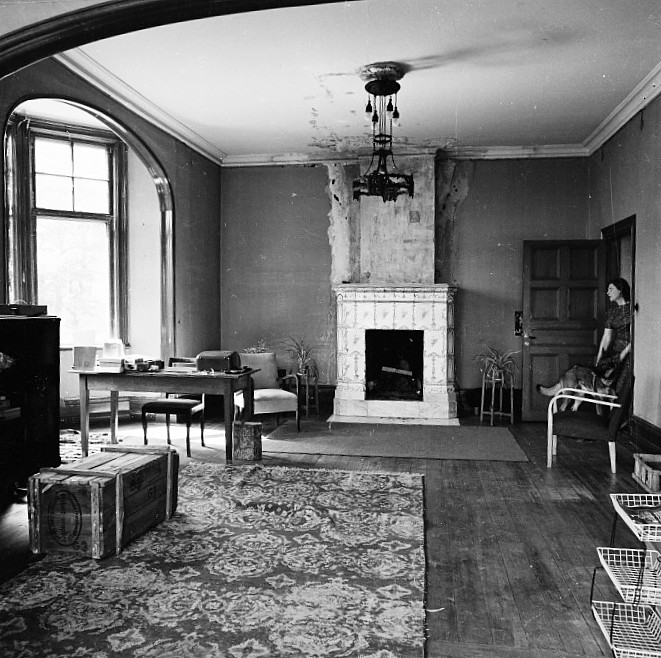
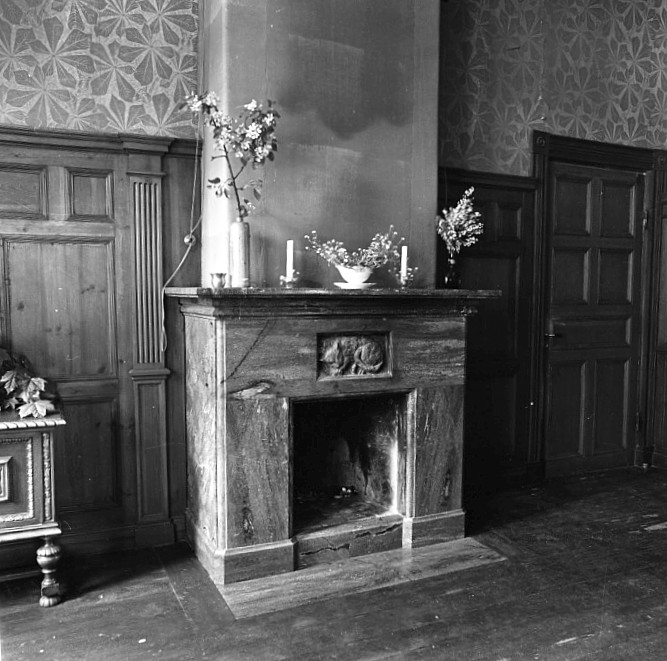
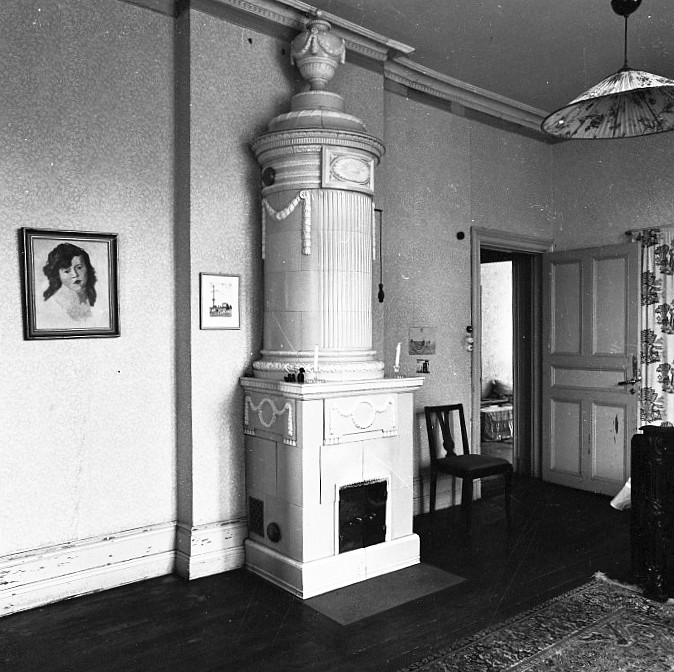
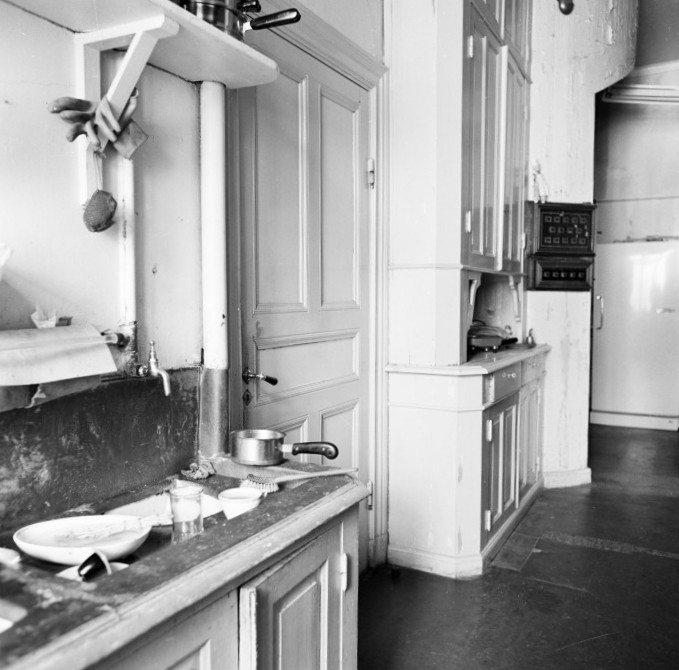
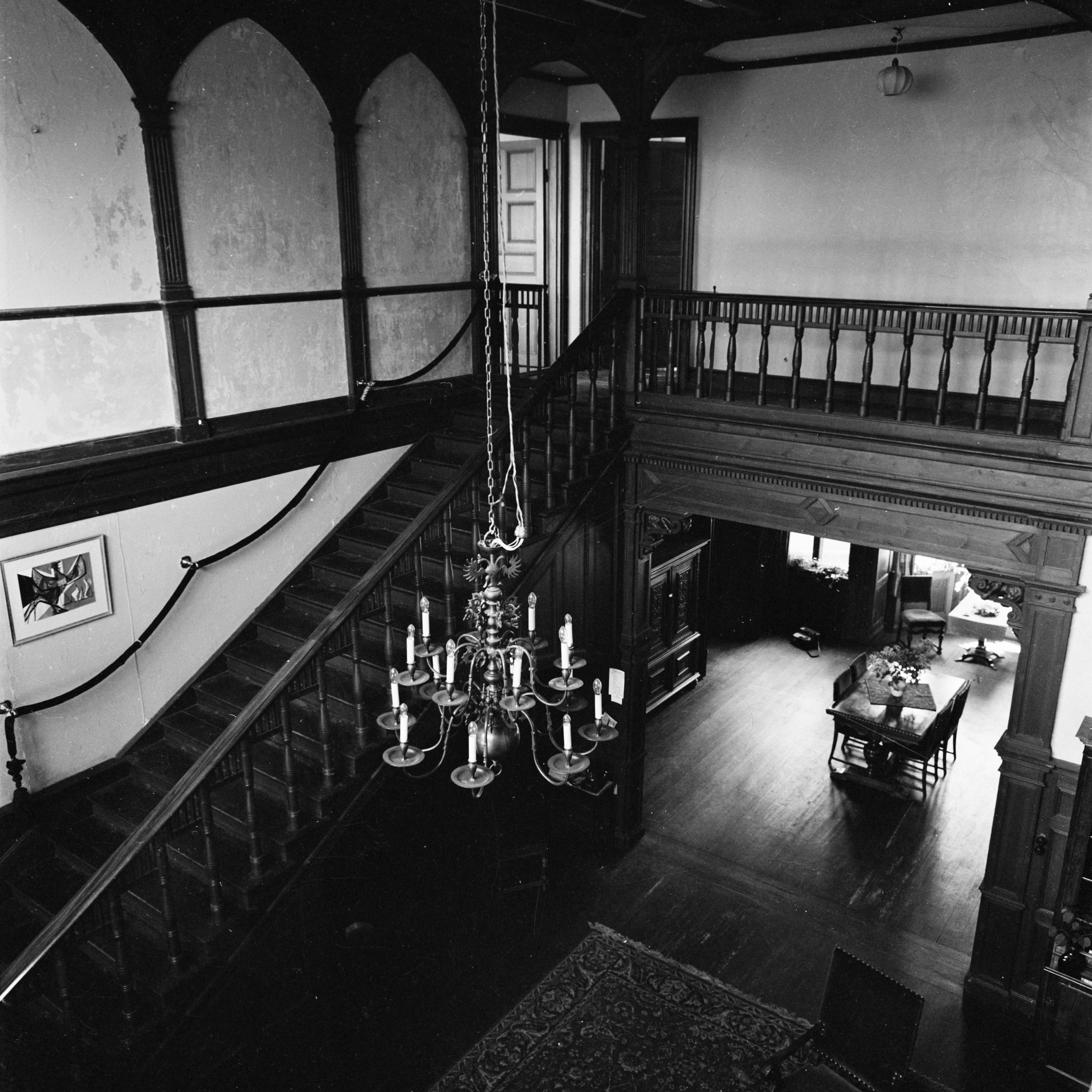